# 海與毒藥 (電影)
海與毒藥（日语：海と毒薬）是1986年由熊井啟執導的日本電影，從遠藤周作的同名小說改編而成。这部电影取材于二战末期的真实历史事件九州大学活体解剖事件，講述二戰時期日本九州大学医学部在军方的授意下对八名被俘的美國飛行員進行活體解剖的醫學實驗的故事。

## 演員
- 勝呂：奥田瑛二
- 戶田：渡邊謙
- 橋本教授：田村高廣
- 大場護士長：岸田今日子
- 上田護士：根岸季衣（日语：根岸季衣）
- 柴田助教授：成田三樹夫
- 淺井助手：西田健（日语：西田健）
- 服部調査官：岡田眞澄（日语：岡田眞澄）
- 権藤教授：神山繁（日语：神山繁）
- 田中軍医：草野裕
- 村井大尉：辻萬長（日语：辻萬長）
- 宮坂中尉：津嘉山正種（日语：津嘉山正種）
- 姑媽：千石規子（日语：千石規子）
- 田部夫人：黒木優美
- 田部之母：戸川曉子（日语：戸川暁子）
- 田部之妹：大石真理子
- ヒルダ（橋本夫人）：ワタナベ・マリア
- 美軍戰俘：加里·伊格爾
- 旁白：平光淳之助（日语：平光淳之助）

## 獲獎
- 第37屆柏林國際影展評審團特別獎[2]
- 1986年每日電影獎最佳影片[3]